# 周欣 (1977年)
周欣（1977年—），男，祖籍浙江，生于四川成都，中国当代艺术家。

## 生平
周欣出生于四川成都市，祖籍浙江。1997年毕业于中国美术学院附中。2001年毕业于中国美术学院版画系。后赴德国进行艺术创作。2004年归国后一度任教于中国美术学院，现为职业艺术家。2009年在成都建立个人工作室，之后开始创作油画《元老汇》系列，并获邀于世界各地展出。2011年应邀参加第54届威尼斯双年展。